# Bryodina
Bryodina — рід грибів родини Lecanoraceae. Назва вперше опублікована 2001 року.

## Класифікація
До роду Bryodina відносять 2 види:
- Bryodina rhypariza
- Bryodina selenospora